# Nestérovo
Nestérovo (en rus: Нестерово) és un poble de l'óblast de Vladímir, a Rússia, segons el cens del 2010 tenia 108 habitants. Pertany al districte municipal de Iúriev-Polski.